# Mitsubishi 1MT
Mitsubishi 1MT (Typ 10) – japoński, pokładowy samolot torpedowo-bombowy przeznaczony dla lotnictwa Japońskiej Cesarskiej Marynarki Wojennej. Wyprodukowany przez wytwórnię Mitsubishi na początku lat 20. XX wieku. Samolot był jedynym trójpłatowym samolotem torpedowym w historii lotnictwa i pierwszą seryjną maszyną tego typu wyprodukowaną w Japonii. Samolot okazał się być konstrukcją całkowicie nieudaną, niespełniającą wymagań lotnictwa marynarki.

## Historia

### Geneza
Ograniczenia Traktatu waszyngtońskiego z 1922 roku, jakie przyjęła Japonia, zmusiły ją do porzucenia planów rozbudowy floty okrętów linowych zdolnych stawić czoła głównemu rywalowi na Pacyfiku, amerykańskiej US Navy. Był to jeden z powodów wzrostu znaczenia sił lekkich w strategii walki marynarki japońskiej. Elementem tej strategii było masowe użycie broni torpedowej, niewymagającej posiadania ciężkich okrętów a równie skutecznej przy użyciu z pokładu niszczycieli i samolotów torpedowych. Wzorem do naśladowania dla japońskiej marynarki była brytyjska Royal Navy i to właśnie przy pomocy specjalistów z Brytyjskiej Misji Wojskowej zbudowano i zwodowano pierwszy lotniskowiec „Hōshō”. Wyposażeniem okrętu w samoloty zajęła się wytwórnia Sopwith Aviation Company. Do Japonii przybyła grupa angielskich inżynierów, która miała za zadanie, we współpracy z wytwórnią Mitsubishi zbudować samoloty pokładowe.

### Projekt
Grupa Smitha rozpoczęła prace projektowe nad całą gamą samolotów pokładowych. Wśród nich był myśliwski Mitsubishi 1MF, rozpoznawczy Mitsubishi 2MR a w 1921 roku rozpoczęto budowę prototypu maszyny torpedowej. Smith zaprojektował jednoosobowy, trójpłatowy samolot torpedowy oznaczony jako Mitsubishi 1MT1N, który 9 sierpnia 1922 roku wzbiła się po raz pierwszy w powietrze. Za jego sterami siedział brytyjski pilot William Jordan. W listopadzie tego samego roku ukończono budowę drugiego prototypu i obie maszyny skierowano do prób. Pod koniec roku samolot skierowano do produkcji seryjnej. Niestety dla samolotu próby eksploatacyjne na pokładzie lotniskowca „Hōshō” pokazały, że maszyna całkowicie nie nadaje się do służby na okręcie. Jeden pilot nie był w stanie sprawnie zajmować się pilotażem, nawigacją i prawidłowo wykonać zadanie bojowe zrzucając torpedę. Przyjęty trójpłatowy układ dość mocno ograniczał widoczność pilotowi, uniemożliwiając mu prawidłową ocenę odległości podczas podchodzenia do lądowania. Duże rozmiary maszyny mocno utrudniały manewrowanie samolotem po pokładzie lotniskowca. Samolot charakteryzował się również niezadowalającymi marynarkę parametrami lotu. W zaistniałej sytuacji po wyprodukowaniu zaledwie dwudziestu egzemplarzy zakończono dalszą produkcję.
Mitsubishi 1MT był pierwszym japońskim samolotem torpedowym (raigekiki), a zarazem jedynym, który nosił oficjalnie oznaczenie torpedowy, wszystkie pozostałe japońskie maszyny przeznaczone do wykonywania ataków z użyciem torped, określano mianem kõgekiki- samolot uderzeniowy/bombowo- torpedowy.

## Konstrukcja
Mitsubishi 1MT1N był jednoosobowym, zastrzałowym, trójpłatowym samolotem torpedowo bombowym o konstrukcji całkowicie drewnianej. Podwozie stałe, zastrzałowe z płozą ogonową pełniącą jednocześnie funkcję haka do lądowania.

## Uzbrojenie
Maszyna pozbawiona była uzbrojenia strzeleckiego. Mogła przenosić pojedynczą torpedę kalibru 457 mm.